# Cerkiew św. Dymitra w Kijowcu
Cerkiew św. Dymitra – prawosławna cerkiew wzniesiona na początku XX wieku w Kijowcu na miejscu trzech starszych świątyń, uszkodzona w czasie I wojny światowej i rozebrana po jej zakończeniu.

## Historia
Parafia prawosławna w Kijowcu została utworzona w 1531. Po zawarciu unii brzeskiej przeszła na własność Kościoła unickiego. W 1681 na jej miejscu wzniesiono nową budowlę sakralną, która funkcjonowała przez 45 lat, do budowy trzeciej z kolei cerkwi w Kijowcu. W 1875, wskutek likwidacji unickiej diecezji chełmskiej, cerkiew w Kijowcu przymusowo zmieniła wyznanie na prawosławne. Po tym wydarzeniu we wsi zbudowana została nowa świątynia, reprezentująca styl bizantyjsko-rosyjski. Według wspomnień mieszkańców obiekt ten został uszkodzony podczas I wojny światowej i nie został odnowiony, gdyż prawosławni mieszkańcy wsi wyjechali wcześniej na bieżeństwo. Już po odzyskaniu niepodległości przez Polskę zrujnowana cerkiew została rozebrana, a z uzyskanych cegieł wzniesiono szkołę (na miejscu świątyni), resztę materiału budowlanego sprzedano.
W 1936 mieszkańcy wsi wznieśli własnym kosztem nową drewnianą cerkiew, jednak została ona już dwa lata później zniszczona podczas akcji rewindykacyjno-polonizacyjnej. Część wyposażenia nieistniejących kijowieckich cerkwi, w tym kilkanaście ikon, trafiło do cerkwi Opieki Matki Bożej w Kobylanach.
Współcześnie (XXI w.) w Kijowcu działa cerkiew Świętego Ducha, zbudowana w latach 80. XX wieku.
W sąsiedztwie cerkwi św. Dymitra znajdował się prawosławny cmentarz, z którego przetrwało kilka XIX-wiecznych nagrobków. Wśród nich jest żeliwna płyta z krzyżem z nagrobka Tekli (Fiokły) Pajewskiej, zmarłej w 1887 małżonki miejscowego duchownego, oraz piaskowcowy krzyż na postumencie z kamieni z grobu Nikołaja Pajewskiego, zmarłego w 1890 proboszcza kijowieckiej parafii.